# Клавет
Клавет (фр. Clavette) насеље је и општина у западној Француској у региону Поату-Шарант, у департману Приморски Шарант која припада префектури Rochelle.
По подацима из 2011. године у општини је живело 1237 становника, а густина насељености је износила 196,66 становника/km². Општина се простире на површини од 6,29 km². Налази се на средњој надморској висини од 25 метара (максималној 44 m, а минималној 14 m).

## Демографија
| 1962. | 1968. | 1975. | 1982. | 1990. | 1999. | 2011. |
| ----- | ----- | ----- | ----- | ----- | ----- | ----- |
| 298   | 309   | 319   | 438   | 592   | 711   | 1.237 |

График промене броја становника у току последњих година